# WWE Breaking Point
Breaking Point (punctul de rupere) a fost un PPV de wrestling produs de WWE. A avut loc pe 13 septembrie 2009 de pe Bell Centre din Montreal, Quebec, Canada.
Breaking Point a fost incorporat la progamarea de PPV ale WWE din 2009, înlocuind Unforgiven ca evenimentul a luni septembrie. În schimb, a fost eliminat din programare în 2010. Este de spus că meciurile din main event trebuiau câștigate prin submission. În timp ce meciul pentru Campionatul WWE a fost un «I Quit match», lupta pentru Campionatul Heavyweight a fost un «Submission match». De asemenea, s-a innovat meciurile de tip «Submission Counts Anywhere match», un tip de luptă în care predarea se putea realiza în orice loc al arenei.
A-u avut loc următoarele lupte:

### Rezultate
| #    | Lupte                                                                                            | Stipulație                                               | Timp  |
| ---- | ------------------------------------------------------------------------------------------------ | -------------------------------------------------------- | ----- |
| Dark | Evan Bourne l-a învins pe Chavo Guerrero                                                         | Singles match                                            | 05:00 |
| 1    | Jerishow (Chris Jericho & Big Show) (c) i-au învins pe Montel Vontavious Porter & Mark Henry     | Tag team match pentru Unified WWE Tag Team Championship. | 12:15 |
| 2    | Kofi Kingston (c) l-a învins pe The Miz                                                          | Singles Match pentru WWE United States Championship.     | 11:58 |
| 3    | The Legacy (Ted DiBiase & Cody Rhodes) i-au învins pe D-Generation X (Triple H & Shawn Michaels) | Submissions Count Anywhere match                         | 21:40 |
| 4    | Kane l-a învins pe The Great Khali (cu Ranjin Singh)                                             | Singapore Cane match                                     | 05:55 |
| 5    | Christian (c) l-a învins pe William Regal (cu Ezekiel Jackson & Vladimir Kozlov)                 | Singles match pentru ECW Championship.                   | 10:15 |
| 6    | John Cena l-a învins pe Randy Orton (c)                                                          | "I Quit" match pentru WWE Championship.                  | 19:45 |
| 7    | CM Punk (c) l-a învins pe The Undertaker                                                         | Submission match pentru World Heavyweight Championship‎‎.  | 08:55 |